# Hrvatski biografski leksikon

Le Hrvatski biografski leksikon (Dictionnaire biographique croate) est une encyclopédie multi-volume biographique et bibliographique en langue croate, publiée par le Institut de Lexicographie Miroslav Krleža (en). Elle contient les biographies de Croates éminents, ainsi que celles de personnalités étrangères qui ont participé à la vie publique en Croatie et ont laissé leur empreinte dans l'histoire de la Croatie
Le projet a été lancé dans la seconde moitié des années 1970. Sept volumes ont été publiés pour un total de 10 218 articles et 3 524 illustrations. Le rédacteur en chef du premier volume était Nikica Kolumbić (en), celui du second volume Aleksandar Stipčević (en), et depuis 1990, le rédacteur en chef est Trpimir Macan (en).
Beaucoup des biographies du dictionnaire ont été écrites et publiées pour la première fois.

## Volumes
| Vol. | Entrées | Année  | Rédacteur en chef         | Nombre de pages |
| ---- | ------- | ------ | ------------------------- | --------------- |
| 1    | A–Bi    | 019830 | Nikica Kolumbić (en)      | 800             |
| 2    | Bj–C    | 1989   | Aleksandar Stipčević (en) | 784             |
| 3    | Č–Đ     | 1993   | Trpimir Macan (en)        | 779             |
| 4    | E–Gm    | 1998   | Trpimir Macan (en)        | 766             |
| 5    | Gn–H    | 2002   | Trpimir Macan (en)        | 775             |
| 6    | I–Kal   | 2005   | Trpimir Macan (en)        | 761             |
| 7    | Kam–Ko  | 2009   | Trpimir Macan (en)        | 842             |
| 8    | Kr–Li   | 2013   | Trpimir Macan (en)        | 714             |